# Religioni in Argentina
Il cristianesimo è la religione più diffusa in Argentina. Secondo un’indagine statistica del 2019 realizzata dal CONICET (l'istituto nazionale di ricerche statistiche), i cristiani sono il 79,6% della popolazione e sono in maggioranza cattolici; l'1,2% della popolazione segue altre religioni, il 18,9% della popolazione non segue alcuna religione e lo 0,3% della popolazione non dichiara la propria affiliazione religiosa. Una stima dell'Association of Religion Data Archives (ARDA) riferita al 2015 dà i cristiani al 90,2% circa della popolazione, coloro che non seguono alcuna religione al 6,3% circa della popolazione e coloro che seguono altre religioni al 3,5% circa della popolazione.

## Religioni presenti

### Cristianesimo
Secondo l'indagine statistica del CONICET del 2019, i cattolici rappresentano il 69,2% della popolazione, i protestanti rappresentano il 15,3%, della popolazione e i cristiani di altre denominazioni rappresentano l'1,4% della popolazione. Secondo le stime dell'ARDA, gli ortodossi rappresentano meno dello 0,4% della popolazione.
La Chiesa cattolica in Argentina è rappresentata principalmente dalla Chiesa latina, presente con 14 arcidiocesi, 51 diocesi, 4 prelature territoriali e un ordinariato militare. Le Chiese cattoliche di rito orientale sono presenti in Argentina con 2 eparchie (una per la Chiesa armeno-cattolica e una per la Chiesa maronita), un esarcato apostolico (per la Chiesa cattolica greco-melchita) e un ordinariato per i fedeli di rito orientale (per gli altri cattolici di rito orientale); mentre le parrocchie rimanenti di rito bizantino degli italo-albanesi d'Argentina sono direttamente dipendenti dalle due eparchie della Chiesa omonima.
Il maggior gruppo protestante in Argentina è costituito dai pentecostali, che rappresentano il 13% della popolazione. Gli altri gruppi protestanti presenti nel Paese sono gli avventisti del settimo giorno, gli anglicani, i valdesi, i battisti, i metodisti, i mennoniti, i luterani e i presbiteriani.
La Chiesa ortodossa è presente con la Chiesa ortodossa serba, la Chiesa ortodossa russa e la Chiesa greco-ortodossa. 
Fra i cristiani di altre denominazioni, in Argentina sono presenti i Testimoni di Geova e la Chiesa di Gesù Cristo dei Santi degli Ultimi Giorni (i Mormoni). 

### Altre religioni
Tra le religioni non cristiane, in Argentina sono presenti l'islam e l'ebraismo. Vi sono inoltre piccoli gruppi di seguaci del buddhismo, del bahaismo, dell'induismo e dei nuovi movimenti religiosi.